# Nasir (Soudan du Sud)
Nasir est une ville du Soudan du Sud, dans l'État du Nil Supérieur.